# Handwörterbuch
Ein Handwörterbuch ist ein Handbuch, in dem die Beiträge alphabetisch sortiert sind. Ein Handbuch präsentiert das Wissen eines Faches oder eines Themas hingegen systematisch, strukturiert. Das Handwörterbuch unterscheidet sich vom Sachlexikon dadurch, dass die Beiträge deutlich länger sind (jeweils mehrere Seiten) und eher breitere Themen behandeln als die kurzen Lemmata des Lexikons.
Das Handwörterbuch ist in der Regel wissenschaftlichen Charakters und beschäftigt sich mit einem Thema. Manche verstehen unter einem Handwörterbuch auch ein besonders handliches Wörterbuch (Taschenwörterbuch).

## Beispiele

### Sachwörterbücher
- Enzyklopädie der Betriebswirtschaftslehre. Die einzelnen Bände tragen die Bezeichnung „Handwörterbuch“, z. B. Handwörterbuch der Betriebswirtschaft
- Handwörterbuch des deutschen Aberglaubens
- Handwörterbuch zur deutschen Rechtsgeschichte
- Handwörterbuch des elektrischen Fernmeldewesens
- Handwörterbuch der Naturwissenschaften
- Handwörterbuch des Postwesens
- Handwörterbuch Pädagogische Psychologie
- Handwörterbuch der Pflanzennamen
- Handwörterbuch der Raumordnung
- Handwörterbuch der Sozialwissenschaften

### Sprachwörterbücher
- Max Höfler: Deutsches Krankheitsnamen-Buch. München 1899.
- Karl Georges: Ausführliches lateinisch-deutsches Handwörterbuch. 8. Aufl. Hahnsche Buchhandlung, Hannover 1913 (2 Bände).
- Langenscheidt Handwörterbuch lateinisch – deutsch. 9. Aufl. Langenscheidt, Berlin 2005.
- Eberhard Wagner, Alfred Klepsch; Kommission für Mundartforschung der Bayerischen Akademie der Wissenschaften (Hrsg.): Handwörterbuch von Bayerisch-Franken. Fränkischer Tag, Bamberg 2007, ISBN 978-3-936897-52-4; 3., unveränd. Aufl. ebd. 2008.
- Schwäbisches Handwörterbuch. Auf der Grundlage des „Schwäbischen Wörterbuchs“ von Hermann Fischer † und Wilhelm Pfleiderer † bearbeitet von Hermann Fischer und Hermann Taigel. Tübingen 1986. 3. Aufl. 1999, ISBN 3-16-147063-X.
- Real-Encyclopädie der gesammten Heilkunde (Untertitel: Medizinisch-chirurgisches Handwörterbuch für praktische Ärzte[2]). Vier Auflagen von 1880 bis 1926 mit insgesamt 96 etwa 800-seitigen Bänden.